# Бабенко Віктор Володимирович
Ві́ктор Володи́мирович Бабе́нко (20 червня 1981, м. Кобеляки, Полтавська область, Українська РСР — 17 березня 2015, смт Станиця Луганська, Луганська область, Україна) — старший солдат Збройних сил України, учасник російсько-української війни.

## Життєпис
Народився у м. Кобеляки на Полтавщині, в сім'ї робітників. 1997 року закінчив Кобеляцьку загальноосвітню школу № 3, з 1997 по 2000 навчався в Кобеляцькому професійному аграрному ліцеї. За фахом — механізатор.
З травня 2000 по жовтень 2001 проходив строкову військову службу. Працював у ПрАТ «Кобеляцький завод продтоварів „Мрія“».
У зв'язку з російською збройною агресією проти України призваний за частковою мобілізацією в серпні 2014 року.
Старший солдат, номер обслуги — заступник командира механізованого взводу 17-ї окремої танкової бригади, в/ч А3283, м. Кривий Ріг.
17 березня 2015 року, під час пішого патрулювання на західній околиці селища Станиця Луганська Станично-Луганського району Луганської області, наряд українських військовиків підірвався на міні. Внаслідок вибуху старший сержант Бабенко загинув на місці, кулеметник солдат Іван Ковалевський дістав тяжке поранення.
Похований 22 березня на кладовищі м. Кобеляки. Залишилися дружина та двоє синів, Максим 2004 р.н. та Артем 2006 р.н.

## Нагороди та звання
- За особисту мужність і високий професіоналізм, виявлені у захисті державного суверенітету та територіальної цілісності України, вірність військовій присязі, відзначений — нагороджений орденом «За мужність» III ступеня (23.05.2015, посмертно)[5].
- Розпорядженням голови Полтавської обласної ради від 25.12.2015 № 240 нагороджений нагрудним знаком «За вірність народу України» І ступеня (посмертно).
- Рішенням 40-ї сесії Кобеляцької районної ради VI скликання від 08.09.2015 № 17 присвоєно звання «Почесний громадянин Кобеляцького району» (посмертно)[6].

## Вшанування пам'яті
- На будівлі Кобеляцького професійного аграрного ліцею встановили меморіальну дошку на честь Віктора Бабенка[7].
- На будівлі Кобеляцької ЗОШ I—II ступенів № 3 встановили пам'ятну дошку випускнику школи[8].